# Sette opere di misericordia (film)
Sette opere di misericordia è un film drammatico del 2012 diretto da Gianluca e Massimiliano De Serio.

## Trama
Luminita è una giovane ragazza moldava costretta a rubare da un clan di connazionali residenti in un campo nomadi alla periferia di Torino, cui è costretta a portare il ricavato dei borseggi. 
Luminita cerca di sfuggire al loro controllo con l'ottenere dei documenti e affrancarsi così da una probabile clandestinità. È infatti in contatto con un corrotto infermiere per acquistare i certificati di una donna morta che giace all'obitorio ospedaliero senza essere stata reclamata da nessuno. Nello stesso nosocomio continua nei suoi furtarelli avendo tra le proprie vittime anche Antonio, un anziano malato e costretto a frequenti ricoveri per una grave affezione alla gola.
Bisognosa di più soldi, Luminita alza il tiro, segue Antonio al rientro a casa e lo imprigiona legandolo mani e piedi con l'idea di depredarne l'abitazione. Ma il denaro raccolto è insufficiente e, presa da un raptus, vi aggiunge il rapimento di un neonato del campo nomadi che poi nasconde con sé in casa di Antonio. 
Questi, sotto l'apparenza di vecchio pensionato, è in realtà un riciclatore di merce rubata: ruote di automobile di cui egli brucia gli pneumatici per rivenderne quindi i cerchioni a suoi loschi complici. Sono questi ultimi che, non vedendolo più comparire nel magazzino della merce rubata, irrompono a casa sua e, a loro volta, rapiscono il bambino, senza liberare Antonio cui chiedono una grossa somma quale riscatto. 
Luminita, tornata a casa, si avvede della mancanza del bambino e, nonostante i precedenti cruenti, chiede perdono ad Antonio liberandolo chiedendogli il denaro necessario per riavere il bambino. 
Così avviene, e quando successivamente Antonio è colpito da un aggravio della sua malattia, lei lo accompagna all'ospedale di Settimo Torinese qualificandosi come sua badante.
Alfine, riporta il neonato presso il campo nomadi dove, senza pietà, viene massacrata di botte dai suoi sfruttatori che la lasciano inerme in terra. Viene soccorsa da un giovanissimo ragazzo della comunità, da tempo infatuato di lei. Le ultime immagini sono di Luminita ed il giovane seduti l'uno accanto all'altro in un autobus a destinazione ignota e con i loro sedili improvvisamente vuoti a voler simboleggiare l'invisibilità dei tanti fragili nella nostra società.

## Distribuzione
Il film è stato distribuito nelle sale il 20 gennaio 2012 da Cinecittà Luce.

## Riconoscimenti
- Prix Garibaldi, Journées du Cinéma italien de Nice, (2013)
- Festival Italiano del Cinema Sociale, (2012)
- Premio Rosebud/Fac Opera Prima dell'Anno, Costa Iblea Film Festival, (2012)
- Premio "Medio Olona", Migliore Sceneggiatura, Busto Arsizio Film Festival, (2012)
- Heimatfilmfestival, (2012)
- Rassegna, Miglior film, Avamposto Maniace Ortigia Film Festival, (2012)
- Premio "Gobbo", Migliore Attrice, Bobbio Film Festival, (2012)
- Miglior film, Gallio Film Festival, (2012)
- Prix du Jury Lycéen, Prix du Jury Univerciné, Prix Interfestivals Univerciné, Univerciné Cinéma Italien, (2012)
- Premio "Navicella", Fondazione Ente dello Spettacolo, (2011)
- Prix du Jury, Meilleure Mise en Scene, Festival international du film de Marrakech, (2011)
- Grand Prix du Jury, Prix Jury Jeune, Rencontres du cinéma italien de Grenoble, (2011)
- Grand Prix Annecy Cinéma Italien Festival du film italien de Villerupt, (2011)
- Migliore Attore, Incontri del Cinema d'Essai, (2011)
- Premio Internazionale Don Quixote, Secondo Premio Giuria dei Giovani, Festival del film Locarno , (2011)
- Nomination Migliore Opera Prima, Globo d'oro, (luglio 2012)
- Tre Nomination Miglior Regista Esordiente, Attore Protagonista, Suono Nastro d'argento, (2012)
- Due Nomination Bello e Invisibile, Migliore Opera Prima, Ciak d'Oro, (2012)
- Concorso "MYmovies", Opera Prima, Premio Kineo "Diamanti al Cinema Italiano", (2012)
- Nomination premio del pubblico, Festival del cinema di Porretta Terme, sezione Fuori dal giro (2012)